# Nesterovskij rajon
Il Nesterovskij rajon (in russo Нестеровский район?) è un rajon dell'Oblast' di Kaliningrad, nella Russia europea; il capoluogo è Nesterov.

## Suddivisione
- Città di Nesterov
- Comuni rurali di Čistye Prudy; Iljušino; Prigorodnoe